# Solfjäderstjärtar
Solfjäderstjärtar (Rhipiduridae) är små insektsätande fåglar som förekommer i södra Asien och Australasien. Tidigare omfattade familjen enbart det stora släktet Rhipidura, men numera inkluderas även fyra arter med trivialnamnet silkesstjärtar. Merparten av arterna mäter mellan 15 och 18 cm och är specialiserade på att fånga sin föda i luften. Ärlesolfjäderstjärten är lite större, och trots att den är en expert på att fånga insekter i luften, så födosöker den lika ofta på marken.

## Utseende

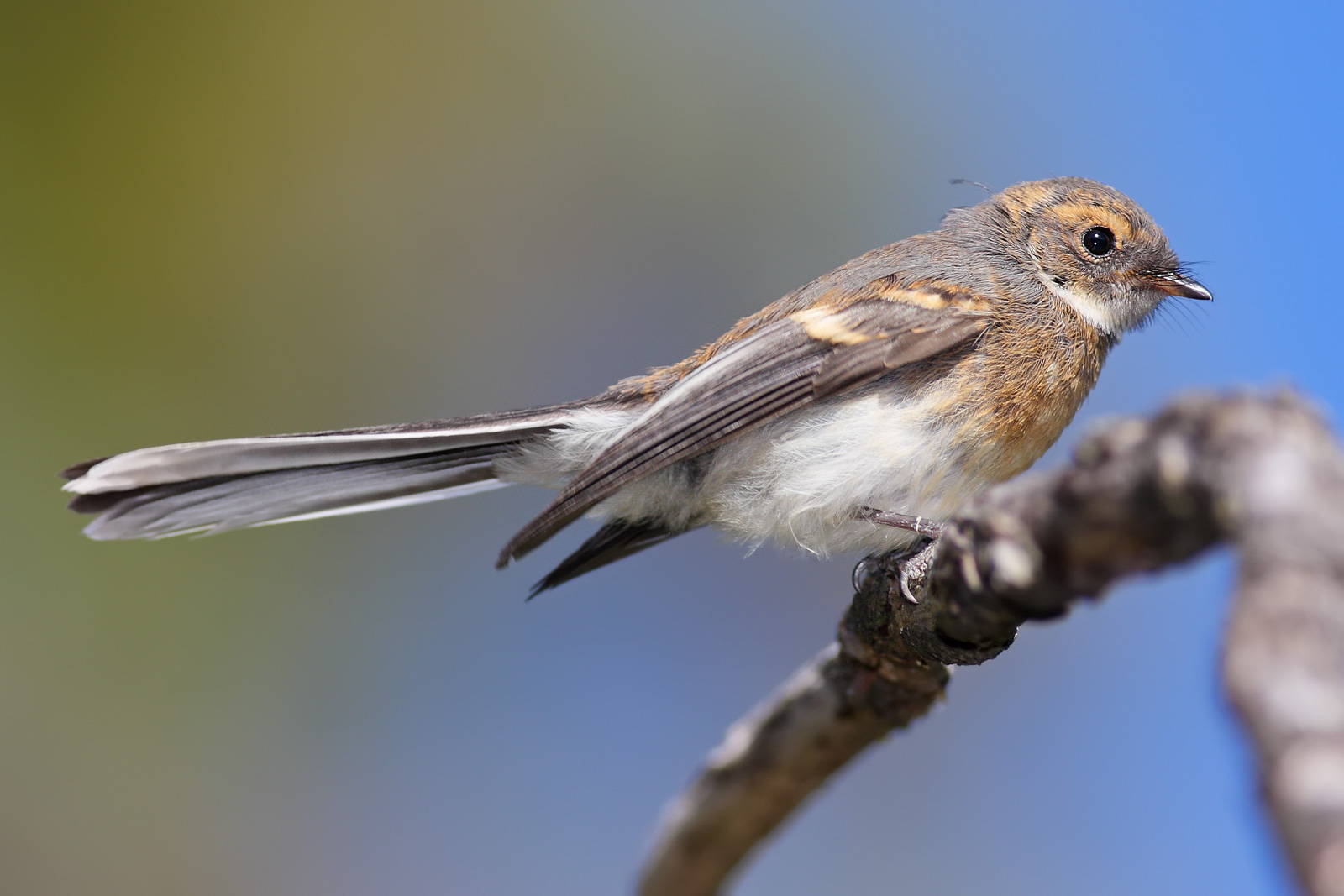
Juvenil australisk solfjäderstjärt.

Solfjäderstjärtarna har små kroppar (11,5–21 cm långa) med långa stjärtar. Hos vissa arter är till och med stjärten längre än kroppen och hos de flesta är stjärten längre än vingarna. När stjärten är hopslagen är den spatelformad med en rundad avslutning medan den i utspärrat tillstånd, i flykten eller vid dominanshandlingar, har en solfjäderform som givit gruppen sitt trivialnamn.
Stående intar ofta solfjäderstjärtarna en horisontell kroppshållning med lite hängande vingar och stjärten halvt lyft. Det finns undantag, speciellt gråbröstad solfjäderstjärt (R. rufiventris) på Nya Guinea och vitvingad solfjäderstjärt (R. cockerelli) på Salomonöarna, som har en mer upprätt hållning som påminner om monarkernas (Monarchidae).
De är anpassade för att fånga flygande insekter vilket bland annat innebär att de har avsmalnade vingar vilket gör att de kan genomföra akrobatiska flygmanövrer men att de inte kan flyga så snabbt. Annars är de starka flygare och vissa arter genomför långa flyttningar. Dock är sotsolfjäderstjärt, busksolfjäderstjärt och vitbukig solfjäderstjärt svaga flygare som regelbundet måste rasta. Näbben är typisk för arter som fångar flygande insekter. Den är platt och triangulär och omgiven av två rader med kraftiga borst, likt morrhår, som ofta är lika långa som näbben. Näbben hos merparten av arterna är ganska vek, vilket gör att de bara kan ta mjukare insekter, men den mer markbundna ärlesolfjäderstjärten har en kraftigare näbb.
Fjäderdräkten hos merparten av solfjäderstjärtarna visar små variationer och är oftast ganska enhetligt färgade utan distinkta dräktteckningar. De vanligaste färgerna är grått, svart, vitt och brunt men ett fåtal har gula eller klart blå fjädrar. De flesta arterna uppvisar inte sexuell dimorfism, det vill säga könen är lika. Undantaget är svart solfjäderstjärt (R. atra) där hanen är helsvart medan honan nästan är helt rödbrun. Hos vissa arter förekommer det två morfer, som hos maorisolfjäderstjärt (R. fuliginosa) som förekommer i en svartvit morf och en svart morf, där den senare är mycket ovanligare förutom på Sydön där den är vanligast.

## Utbredning och flyttning

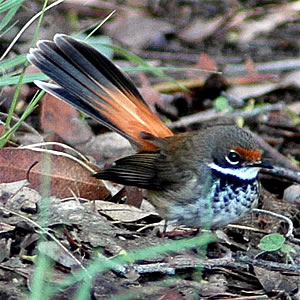
Populationen med rostgumpad solfjäderstjärt som häckar i sydöstra Australien flyttar årligen till norra Queensland och Nya Guinea

Solfjäderstjärtarna är en australasiatisk grupp med fåglar som förekommer från Samoa till Pakistan. I söder sträcker sig den maorisolfjäderstjärtens utbredningsområde till Snareöarna utanför Nya Zeelnads kust, åt öster finns ett antal endemiska former i västra Polynesien. Det finns flera arter i Indonesien, Filippinerna och i Sydostasien och familjens utbredningsområde sträcker sig in i södra Kina, Indien och Himalaya. Några arter förekommer över mycket stora områden som ärlesolfjäderstjärten, australisk solfjäderstjärt, vitstrupig solfjäderstjärt (R.  albicollis) och gråbröstad solfjäderstjärt. Andra arter har mycket små utbredningsområden och i vissa fall förekommer de bara på en enstaka ö, exempelvis mussausolfjäderstjärt (R. matthiae) som enbart förekommer på en ö i Bismarckarkipelagen och kandavusolfjäderstjärt (R. personata) som har en liknande isolerad utbredning på Kadavuöarna i Fiji. De flesta solfjäderstjärtar, speciellt de som lever i tropikerna eller isolerade arter, är stannfåglar.

## Ekologi
Ekologin hos många arter av solfjäderstjärtar har studerats och genomgående är arternas vanor mycket liknande. De är mycket aktiva fåglar och flera av de mindre arterna är ständigt i rörelse. Till och med när de vilar på en gren vickar de på kroppen, byter ständigt position och svänger på stjärten från sida till sida, eller breder ut den gång på gång. I luften är de mycket skickliga flygare och genomför mycket akrobatiska manövrer och intrikata loopar.

### Biotop
Solfjäderstjärtarna förekommer i en rad olika biotoper. Majoriteten lever i regnskog men olika arter förekommer i allt från ökenområden till mangrove och flera arter har anpassat sig väl till människans landskap, och lever i jordbruksmarker eller städer. Flera arter lever i olika habitat. Den art som är mest specialiserad vad gäller biotop är mangrovesolfjäderstjärt (R. phasiana) som nästan uteslutande förekommer i mangrove. Vissa arter lever enbart i ostörd regnskog men flertalet överlever i skog som störs av människan. Ärlesolfjäderstjärten är den art som anpassat sig till flest olika typer av habitat och förekommer i alla typer av biotoper förutom tät regnskog.

### Föda

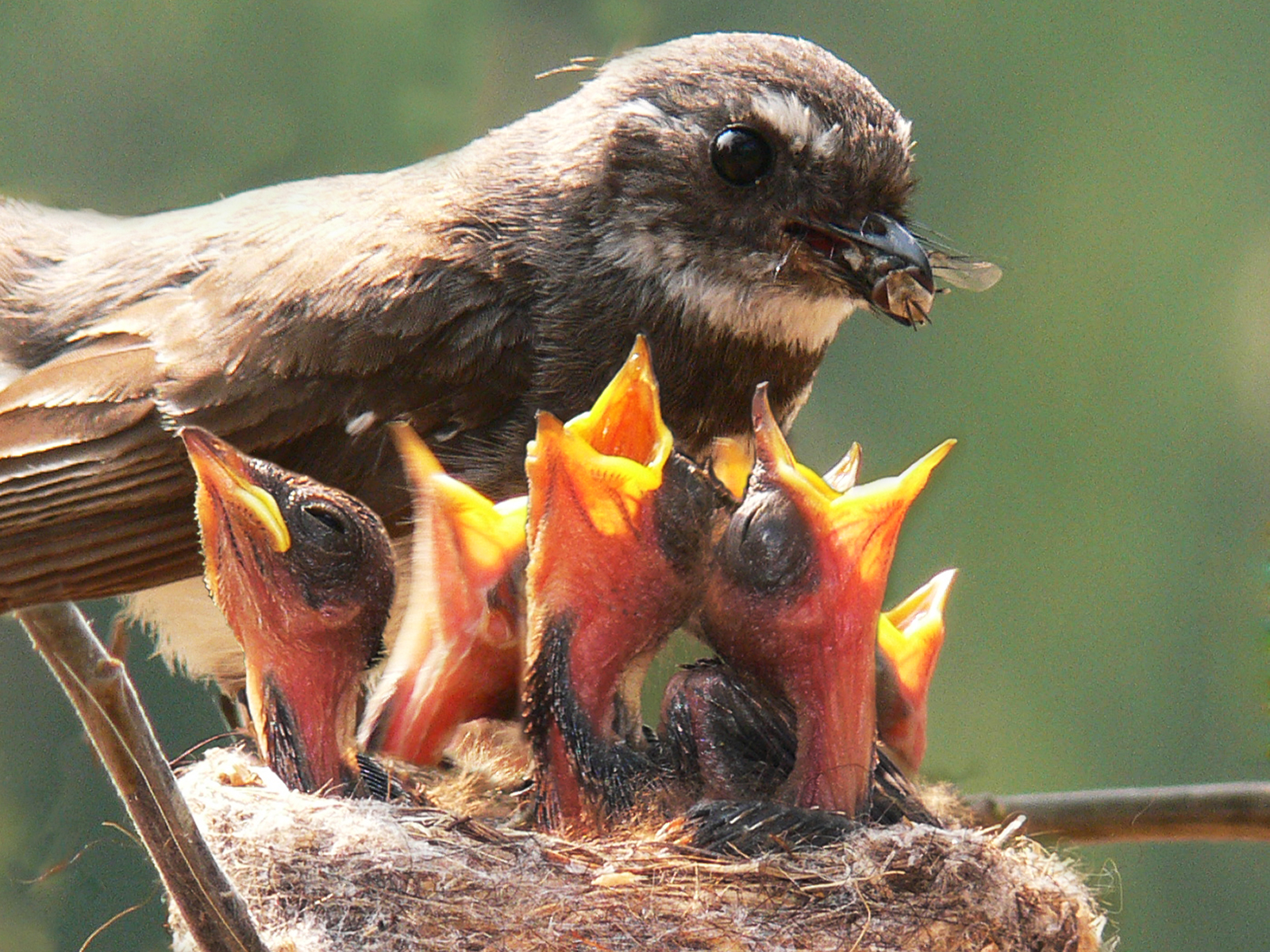
Australisk solfjäderstjärt i Australien som föder sina ungar med insekter.

Majoriteten av solfjäderstjärtarnas föda består av små insekter och ryggradslösa djur. Den större ärlesolfjäderstjärten kan ta mindre ödlor men detta är exceptionellt för gruppen. Mindre byten dödas ofta lätt men lite större byten slås ibland ihjäl mot en hård yta som en gren eller stubbe, vilket också gör att vingarna lossnar på byten som nattfjärilar.
Inom familjen finns det generellt två olika tekniker för födosök. Den ena är känd som "statiskt sök" där solfjäderstjärten sitter på en gren och när en flygande insekt kommer tillräckligt nära flyger fågeln upp och fångar bytet för att sedan återvända till samma plats för att äta och fortsätta födosöket. Den andra metoden kallas "progressivt sök" då solfjäderstjärten förflyttar sig genom vegetationen i sin jakt på insekter som den plockar ifrån blad och grenar. Fågelns rörelser skrämmer också upp gömda insekter som den jagar och fångar. Ärlesolfjäderstjärten ägnar sig även åt en form av progressivt sök på marken i öppna biotoper där den pumpar med stjärten från sida till sida och gör snabba utfall för att skrämma upp insekter.
Solfjäderstjärtar förenar sig ofta med andra arter för födosök. Vissa solfjäderstjärtar sitter ofta på ryggen av boskap, som de utnyttjar både som utsiktsplats och för att djuren skrämmer upp insekter. På samma sätt finns det arter som kommer människan mycket nära för att fånga insekter som personen skrämmer upp. Vissa arter återfinns även i flockar med andra födosökande arter av små insektätande fåglar. De befinner sig då oftast i utkanten av flocken och fångar insekter som flocken driver upp.

### Häckning

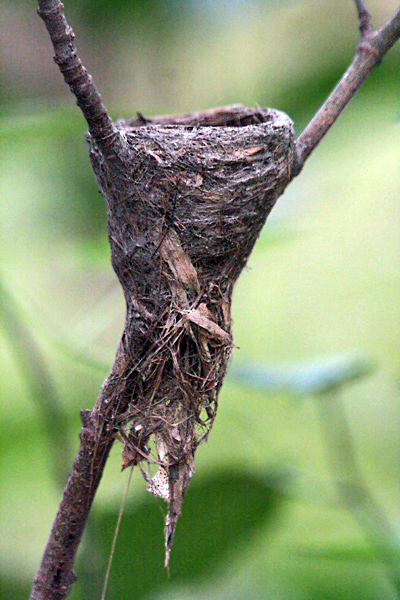
Boet av en vitstrupig solfjäderstjärt som uppvisar den typiska "svans" som många av familjens bon har.

Solfjäderstjärtar är territoriehävdande och försvarar sitt revir aggressivt gentemot artfränder och andra fåglar. Inom reviret väljer honan platsen för boet vilket ofta är ganska synligt och ligger i närheten av förra årets boplats. Båda föräldrar bygger boet, ruvar och föder ungarna.
Boet är en liten skål av främst gräs som vävs ihop med spindelnät och som tar ungefär tio dagar att bygga. Många arter bygger också en sorts svansliknande form undertill boet. För att kompensera för det ofta lättupptäckta boet försvara föräldrarna äggen och ungarna mycket aggressivt från eventuella predatorer. Honorna kan också distrahera en eventuell predator genom att spela skadad och på så sätt lura iväg hotet från boet. Medan honan spelar skadad fortsätter hanen att attackera hotet. Trots detta är solfjäderstjärtarnas häckningsframgång ofta ganska låg.

## Systematik
Solfjäderstjärtarna ingår i en klad med familjer där även kråkfåglarna ingår, utöver dessa även drongor, törnskator, paradisfåglar och monarker samt de mycket små familjerna ifriter, svartpittor och murarkråkor. Efter genetiska studier har fyra arter flyttats till familjen:
- papuasilkesstjärten (Chaetorhynchus papuensis) på Nya Guinea som tidigare behandlades som en drongo under namnet dvärgdrongo
- de två silkestjärtarna i Lamprolia i Fiji, tidigare behandlade som en enda art i familjen monarker
- den akut hotade sangihesilkesstjärten (Eutrichomyias rowleyi), tidigare i familjen monarker under namnet sangihemonark

Det genetiska avståndet mellan dessa fyra arter och släktet Rhipidura är relativt stort, varför de föreslagits urskiljas som en egen familj. De världsledande taxonomiska auktoriteterna har dock valt att inkludera dem i familjen solfjäderstjärtar.
Arten med det nuvarande namnet gulbukig feflugsnappare (Chelidorhynx hypoxanthus) behandlades tidigare som en del av familjen, men DNA-studier avslöjar att dess egentliga hemvist är med några afrikanska och asiatiska flugsnapparliknande arter som tillsammans utgör den nybildade familjen feflugsnappare (Stenostiridae)

## Arter i taxonomisk ordning
Idag delas familjen vanligtvis in i 65 arter i fyra släkten. Följande lista baseras på IOC:s lista från 2024, med kommentarer om avvikelser.
- Släkte Chaetorhynchus – papuasilkesstjärt
- Släkte Eutrichomyias – sangihesilkesstjärt
- Släkte Lamprolia
  - Taveunisilkesstjärt (Lamprolia victoriae)
  - Natewasilkesstjärt (Lamprolia klinesmithi)
- Släkte Rhipidura
  - Blå solfjäderstjärt (Rhipidura superciliaris)
  - Samarsolfjäderstjärt (Rhipidura samarensis)
  - Blåhuvad solfjäderstjärt (Rhipidura cyaniceps)
  - Tablassolfjäderstjärt (Rhipidura sauli)
  - Visayasolfjäderstjärt (Rhipidura albiventris)
  - Vitstrupig solfjädersstjärt (Rhipidura albicollis)
  - Vitprickig solfjäderstjärt (Rhipidura albogularis)
  - Javasolfjäderstjärt (Rhipidura euryura)
  - Vitbrynad solfjäderstjärt (Rhipidura aureola)
  - Svartvit solfjäderstjärt (Rhipidura javanica)
  - Filippinsolfjäderstjärt (Rhipidura nigritorquis)
  - Pärlsolfjäderstjärt (Rhipidura perlata)
  - Ärlesolfjäderstjärt (Rhipidura leucophrys)
  - Brunkronad solfjäderstjärt (Rhipidura diluta)
  - Kanelstjärtad solfjäderstjärt (Rhipidura fuscorufa)
  - Gråbröstad solfjäderstjärt (Rhipidura rufiventris)
    - Rhipidura obiensis[9]
    - Rhipidura bouruensis[9]
    - Rhipidura assimilis[9]
    - Rhipidura cinerea[9]
    - Rhipidura tenkatei[9]
    - Rhipidura hoedti[9]

  - Biaksolfjäderstjärt (Rhipidura kordensis)
  - Vitvingad solfjäderstjärt (Rhipidura cockerelli)
  - Vithakad solfjäderstjärt (Rhipidura coultasi)
  - Sotsolfjäderstjärt (Rhipidura threnothorax)
  - Busksolfjäderstjärt (Rhipidura maculipectus)
  - Vitbukig solfjäderstjärt (Rhipidura leucothorax)
  - Svart solfjäderstjärt (Rhipidura atra)
  - Kastanjebukig solfjäderstjärt (Rhipidura hyperythra)
  - Vitörad solfjäderstjärt (Rhipidura albolimbata)
  - Australisk solfjäderstjärt (Rhipidura albiscapa)
  - Maorisolfjäderstjärt (Rhipidura fuliginosa)
  - Mangrovesolfjäderstjärt (Rhipidura phasiana)
  - Bougainvillesolfjäderstjärt (Rhipidura drownei)
  - Guadalcanalsolfjäderstjärt (Rhipidura ocularis)
  - Makirasolfjäderstjärt (Rhipidura tenebrosa)
  - Rennellsolfjäderstjärt (Rhipidura rennelliana)
  - Nyakaledoniensolfjäderstjärt (Rhipidura verreauxi)
  - Vanuatusolfjäderstjärt (Rhipidura spilodera)
  - Fijisolfjäderstjärt (Rhipidura layardi)
    - Rhipidura rufilateralis[9]

  - Kandavusolfjäderstjärt (Rhipidura personata)
  - Samoasolfjäderstjärt (Rhipidura nebulosa)
  - Roststjärtad solfjäderstjärt (Rhipidura phoenicura)
  - Svarthuvad solfjäderstjärt (Rhipidura nigrocinnamomea)
  - Dimorfisk solfjäderstjärt (Rhipidura brachyrhyncha)
  - Palausolfjäderstjärt (Rhipidura lepida)
  - Seramsolfjäderstjärt (Rhipidura dedemi)
  - Burusolfjäderstjärt (Rhipidura superflua)
  - Sulawesisolfjäderstjärt (Rhipidura teysmanni)
  - Pelengsolfjäderstjärt (Rhipidura habibiei)
  - Taliabusolfjäderstjärt (Rhipidura sulaensis)
  - Tanimbarsolfjäderstjärt (Rhipidura opistherythra)
  - Rostryggig solfjäderstjärt (Rhipidura rufidorsa)
  - Bismarcksolfjäderstjärt (Rhipidura dahli)
  - Mussausolfjäderstjärt (Rhipidura matthiae)
  - Malaitasolfjäderstjärt (Rhipidura malaitae)
  - Manussolfjäderstjärt (Rhipidura semirubra)
  - Arafurasolfjäderstjärt (Rhipidura dryas)
  - Vagabondsolfjäderstjärt (Rhipidura semicollaris)
  - Halmaherasolfjäderstjärt (Rhipidura torrida)
  - Rostgumpad solfjäderstjärt (Rhipidura rufifrons)
  - Pohnpeisolfjäderstjärt (Rhipidura kubaryi)
  - Louisiadsolfjäderstjärt (Rhipidura louisiadensis)
  - Temotusolfjäderstjärt (Rhipidura melanolaema)
  - Mikronesisk solfjäderstjärt (Rhipidura versicolor)
  - Salomonsolfjäderstjärt (Rhipidura rufofronta)